# Lago d'Arpy
Il lago d'Arpy (pron. fr. AFI: [aʁpi]) è un bacino lacustre della Valle d'Aosta. 

## Descrizione

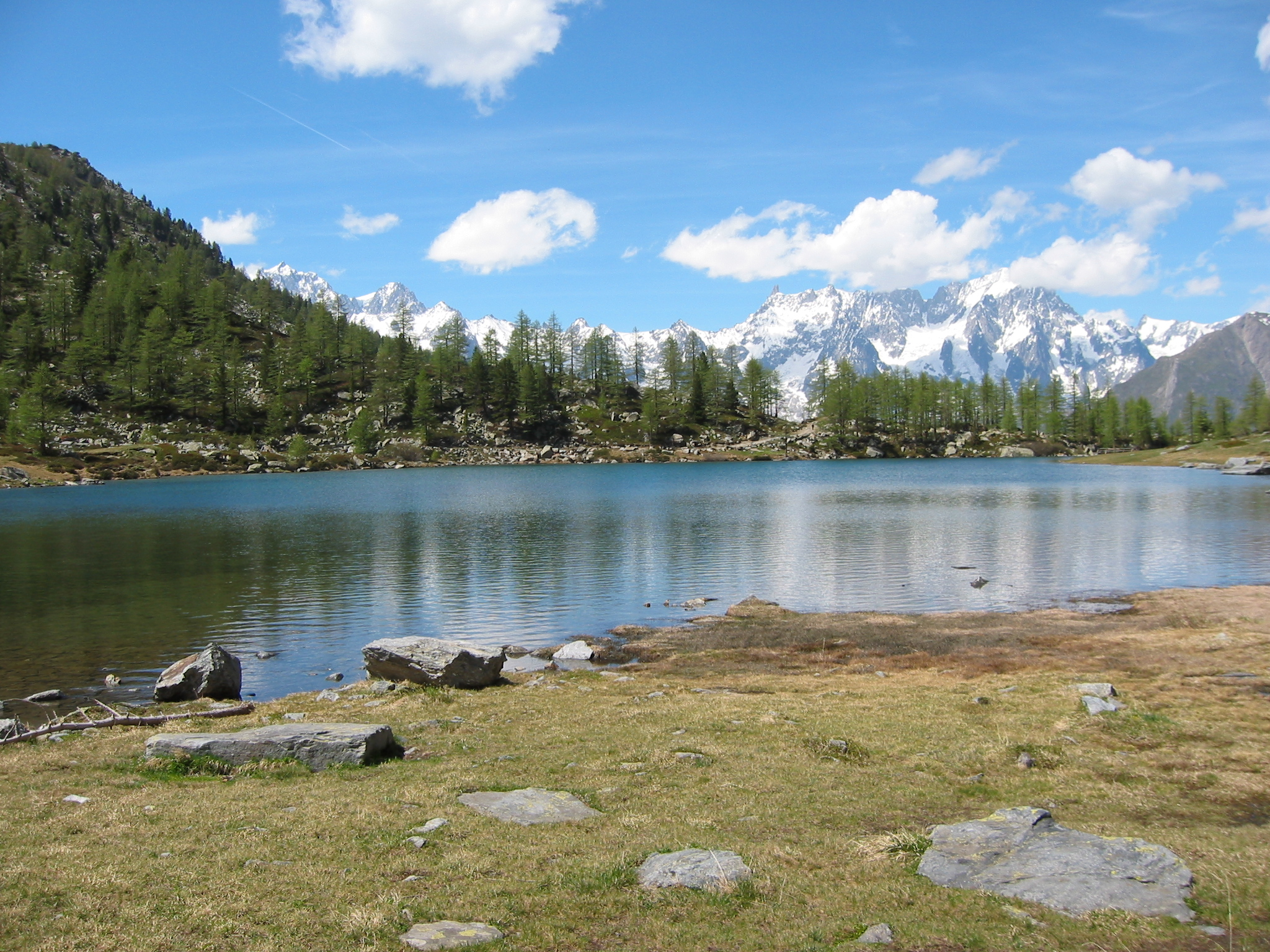
Il lago visto dalla sponda

Si tratta di un lago di origine glaciale, ovvero occupante una cavità risultante dall'erosione di un ghiacciaio. Come molti altri laghi valdostani, si tratta più che altro una deformazione della crosta alpina, dovuta alla convergenza delle grandi placche continentali Europa e Africa, responsabile della formazione delle Alpi. 
Racchiuso tra il mont Charvet, la Becca Pouegnenta e il monte Colmet, si trova nel vallone d'Arpy, poco distante dal Colle San Carlo e all'interno del territorio comunale di Morgex.

## Accesso
Il lago è raggiungibile con una breve camminata (45 minuti circa per 115 m di dislivello) dal colle San Carlo, situato tra Morgex e La Thuile.

## Flora e Fauna
Il lago è principalmente abitato da trote e dai tritoni alpini, rari anfibi che prediligono habitat umidi e freschi. Il lago è inoltre circondato da boschi di larici.